# Gedersdorf
Gedersdorf osztrák község Alsó-Ausztria Kremsvidéki járásában. 2024 januárjában 2165 lakosa volt. 

## Elhelyezkedése

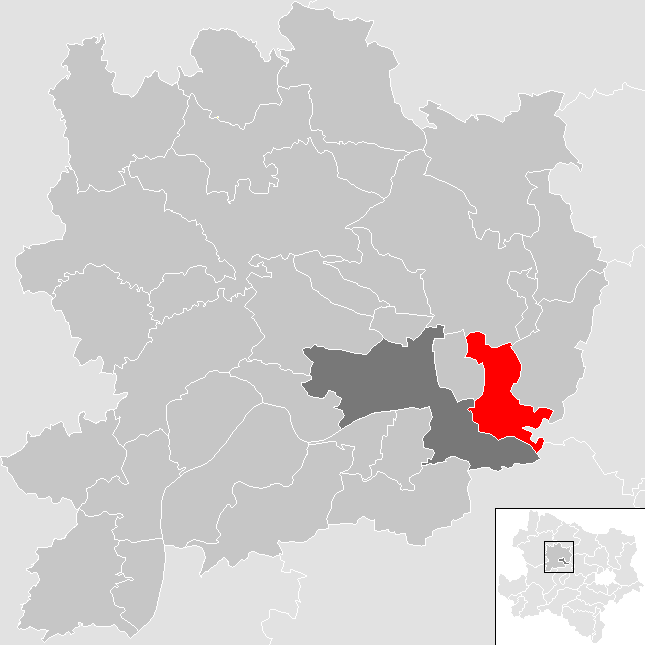
Gedersdorf a Kremsvidéki járásban

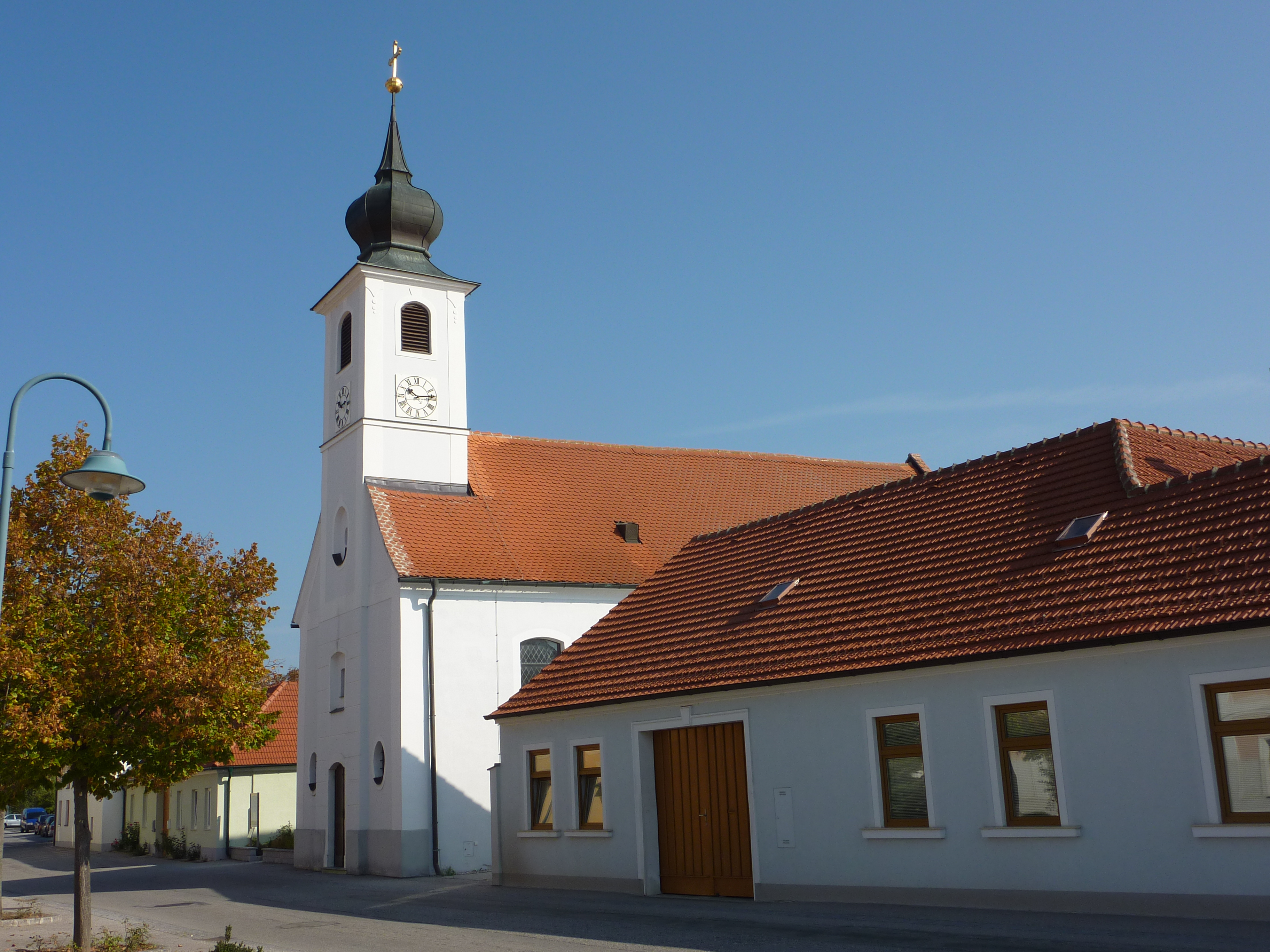
A Szt. Jakab-plébániatemplom

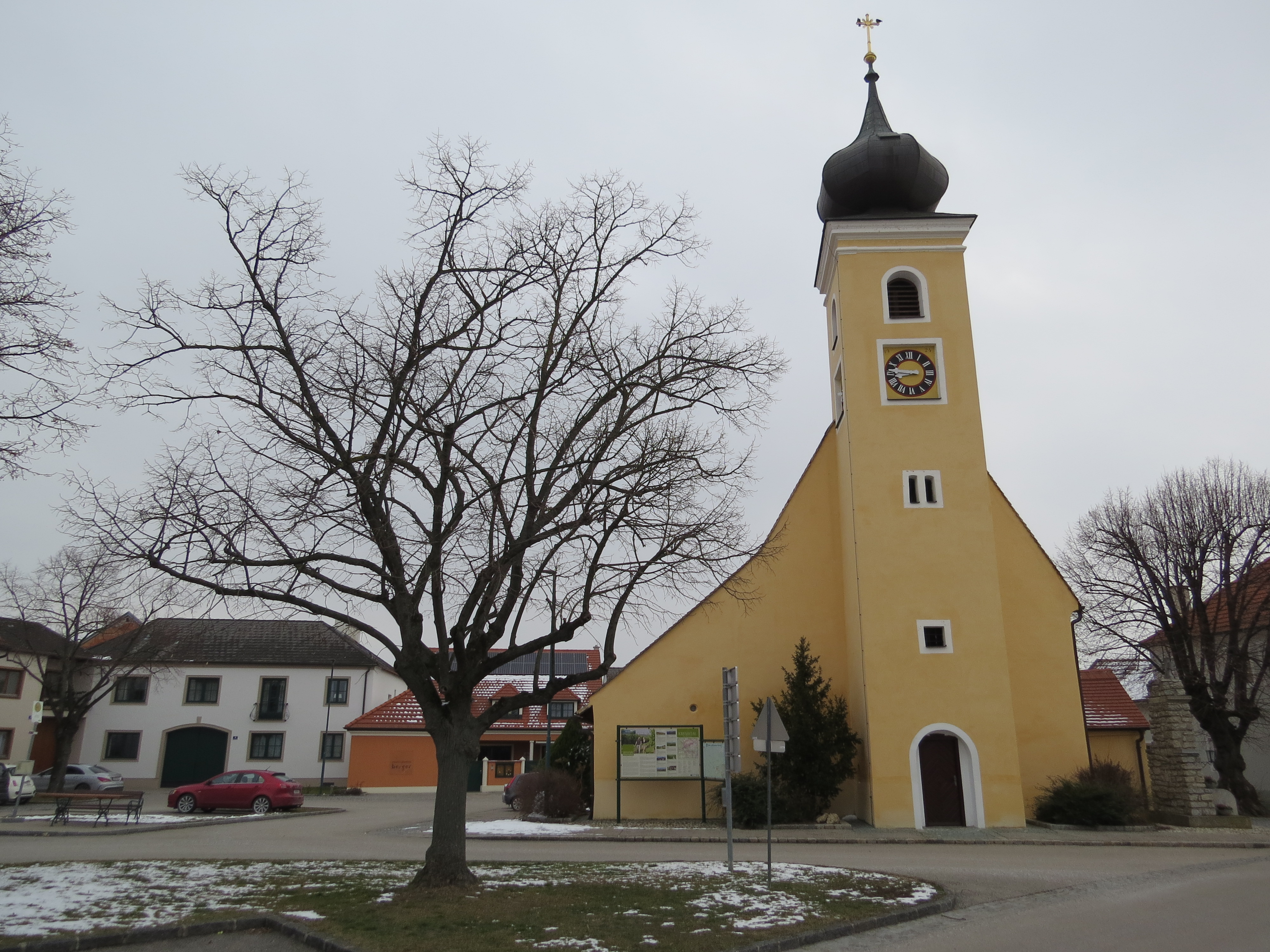
A Szt. Fülöp és Jakab-templom

Gedersdorf a tartomány Waldviertel régiójában fekszik, a Dunától északra. Területének 8,2%-a erdő, 12,1% szőlő, 56,5% áll egyéb mezőgazdasági művelés alatt. Az önkormányzat 7 települést egyesít: Altweidling (80 fő 2024-ben), Brunn im Felde (732), Donaudorf (40), Gedersdorf (439), Schlickendorf (146), Stratzdorf (150) és Theiß (578).
A környező önkormányzatok: északra Langenlois, keletre Grafenegg, délkeletre Grafenwörth, délre Traismauer, délnyugatra Krems an der Donau, nyugatra Rohrendorf bei Krems.

## Története
Gedersdorf területe az újkőkorban és a bronzkorban is lakott volt. Brunn am Felde-ben egy római katona sírkövét találták meg Marcus Aurelius idejéből. Első írásos említése 1190/1200-ból származik Gerratsdorf néven, ami valószínűleg a Gerrat ófelnémet személynévből származik. A göttweigi és a klosterneuburgi kolostoroknak ebben az időben birtokai (szőlői) voltak Gedersdorfban. Kremshez hasonlóan a Gedersdorfot is többször kifosztották az ellenséges hadseregek: a 15. században husziták és magyarok, a harmincéves háborúban a svédek, a napóleoni háborúk idején a franciák. Temploma a 13-14. században Krems alá volt rendelve. A reformáció idején protestáns prédikátora volt. 1783 óta az akkor létrehozott Brunn am Felde-i egyházközség filiája.
Az önkormányzat mai formájában 1967-ben alakult ki a szomszédos községek csatlakozásával. 2002 augusztusában a heves esőzések miatt a Kamp folyó áttörte a védőgátakat és Gedersdorf település kivételével az egész községet elárasztotta. Gedersdorf 2003-ban kapta a címerét.

## Lakosság
A gedersdorfi önkormányzat területén 2024 januárjában 2165 fő élt. Lakosságszáma 2001 óta 2100 körül stagnál. 2022-ben az ittlakók 92,6%-a volt osztrák állampolgár; a külföldiek közül 0,7% a régi (2004 előtti), 2% az új EU-tagállamokból érkezett. 3,4% a volt Jugoszlávia (Horvátország és Szlovénia kivételével) vagy Törökország; 1,3% egyéb ország polgára volt. 2001-ben a lakosok 88,5%-a római katolikusnak, 0,7% evangélikusnak, 0,3% ortodoxnak, 2,5% mohamedánnak, 6,6% pedig felekezeten kívülinek vallotta magát. Ugyanekkor 10 magyar élt a községben; a legnagyobb nemzetiségi csoportot a németek (95,8%) mellett a törökök alkották 1,3%-kal. 
A népesség változása:

| 2016 | 2 182 |
| 2018 | 2 184 |

## Látnivalók
- a Brunn im Gelde-i Szt. Jakab-plébániatemplom
- a theißi Szeplőtelen fogantatás-plébániatemplom
- a gedersdorfi Szt. Fülöp és Jakab-templom